# 拉斯羅普圖書館

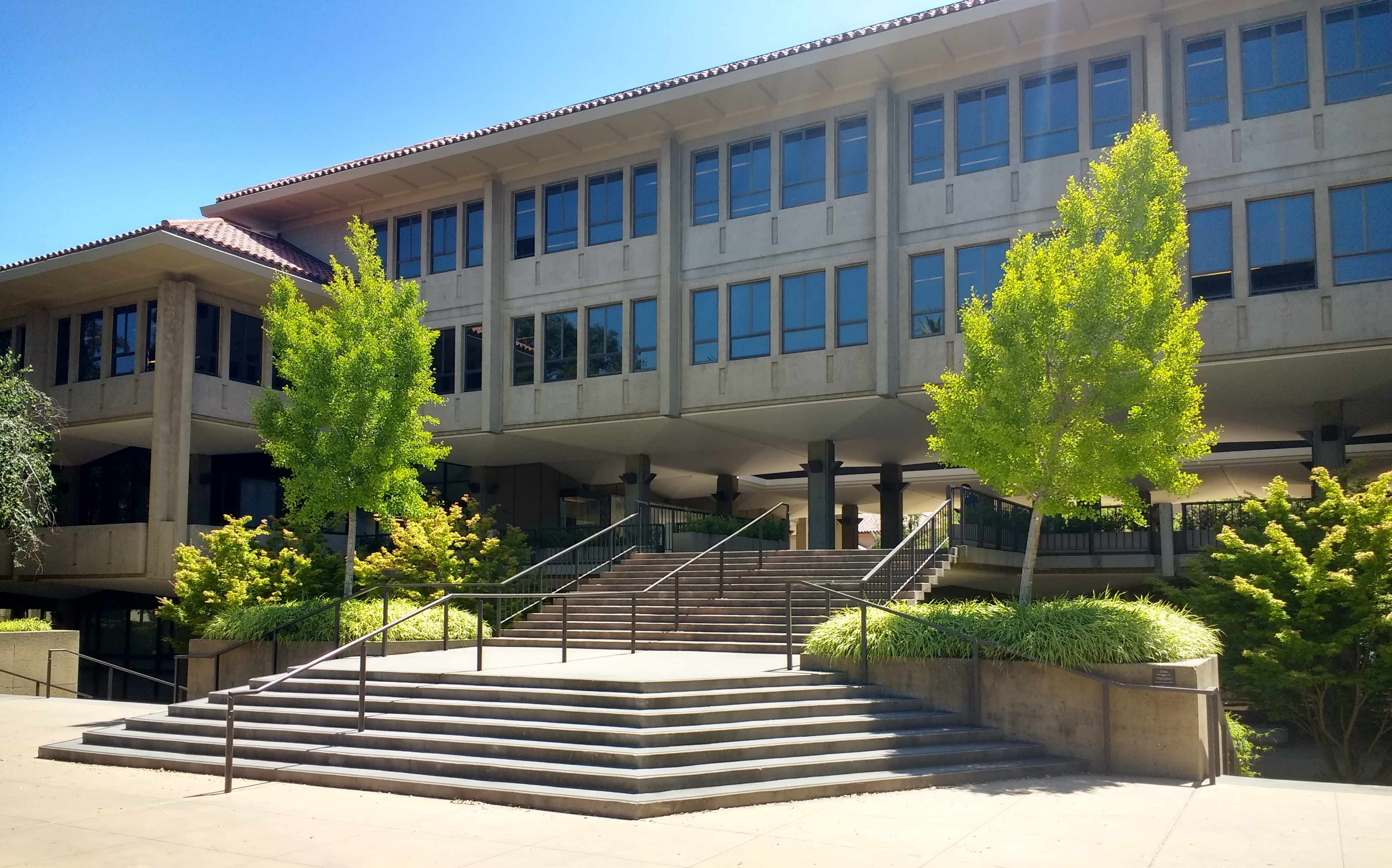
自西側望拉斯羅普圖書館

拉斯羅普圖書館（Lathrop Library）是美國加利福尼亞州史丹福大學的圖書館之一，現在是本科學生用的圖書館和東亞圖書館的所在地。這座圖書館開幕於2014年9月15日。

## 外部連結
- Stanford University Libraries （页面存档备份，存于）
- Lathrop Library （页面存档备份，存于）

37°25′45″N 122°10′03″W / 37.4292°N 122.1676°W